# Elecciones municipales del Reino Unido de 2022
Las elecciones municipales en el Reino Unido se llevaron a cabo el 5 de mayo de 2022. Estas incluyeron elecciones para todos los concejos municipales de Londres y para todas las autoridades locales en Gales y Escocia. La mayoría de los escaños en Inglaterra se eligieron por última vez en 2018 y en Escocia y Gales en 2017. Las elecciones coincidieron con las elecciones parlamentarias de Irlanda del Norte de 2022.
Solo hubo un candidato en 91 escaños del consejo, dejándolos sin oposición, la mayoría de ellos en Gales.

## Resultados generales
En Gran Bretaña, los conservadores sufrieron una pérdida neta de casi 500 escaños en comparación con 2017 y 2018, mientras que los laboristas ganaron más de 100. Los demócratas liberales y los verdes también lograron avances que superaron los del Partido Laborista en Inglaterra, pero también fueron vistos como un medida más modesta en Escocia y Gales. El SNP ganó escaños en Escocia, mientras que Plaid Cymru sufrió pérdidas menores en Gales.
| Partido             | Concejales | Concejales | Concejos | Concejos    | Alcaldes | Alcaldes    |
| Partido             | #          | Cambio     | #        | Cambio      | #        | Votos       |
| ------------------- | ---------- | ---------- | -------- | ----------- | -------- | ----------- |
| Partido Laborista   | 3,073      | 108        | 74       | 5           | 4        | 1           |
| Partido Conservador | 1,400      | 487        | 35       | 11          | 1        | 1           |
| Liberal Demócratas  | 868        | 222        | 16       | 5           | 1        | Sin cambios |
| SNP                 | 453        | 22         | 1        | 1           | 0        | Sin cambios |
| Plaid Cymru         | 202        | 6          | 4        | 3           | 0        | Sin cambios |
| GPEW                | 159        | 87         | 0        | Sin cambios | 0        | Sin cambios |
| Independientes      | 613        | 20         | 3        | 2           | 0        | Sin cambios |
| AN                  | 51         | 10         | 0        | Sin cambios | 0        | Sin cambios |
| Otros               | 26         | 22         | 1        | 1           | 1        | 1           |

## Inglaterra

### Trasfondo
En total, se disputaron 4.411 escaños del consejo en Inglaterra, incluidas elecciones parciales irregulares.
La mayoría de los escaños en Inglaterra para las elecciones de 2022 fueron elegidos por última vez en 2018. Las excepciones son las autoridades locales que se han sometido a revisiones de límites recientes. En las elecciones municipales de 2018, el Partido Laborista ganó en Londres a expensas del Partido Conservador, quien a su vez ganó en el resto de Inglaterra a expensas del Partido de la Independencia del Reino Unido (UKIP). Pocos concejos cambiaron el control general. En total, el UKIP perdió 237 de los 243 escaños que había ocupado antes de las elecciones. Según el análisis de la BBC, los resultados reflejaron una situación política nacional con los laboristas y los conservadores "cuello y cuello".

### Diputaciones
Los concejos de condado son el nivel superior de un sistema de gobierno local de dos niveles, con el área que cubre cada consejo subdividida en concejos de distrito con diferentes responsabilidades. Estas son elecciones de mayoría simple con una mezcla de divisiones electorales de un solo miembro y de varios miembros. Los concejos de condado se eligen en su totalidad cada cuatro años, y la última elección fue en 2021. Sin embargo, debido a consultas sobre una posible unitarización , las elecciones de tres concejos de condado se pospusieron para 2022. El gobierno ha anunciado planes para reemplazar los concejos con autoridades unitarias pendientes de aprobación parlamentaria.
Las elecciones para el nuevo Consejo de Somerset se llevarán a cabo en mayo de 2022 como una autoridad unitaria, que funcionará simultáneamente con los concejos de distrito hasta su abolición en abril de 2023. El Consejo de North Yorkshire será elegido en mayo de 2022, con sus consejeros sirviendo como concejales de condado durante un año antes de continuar automáticamente sirviendo un término adicional de cuatro años como concejales unitarios. Los dos nuevos concejos de Cumbria serán elegidos como "autoridades en la sombra" antes de su creación en 2023.

### Concejos de Distrito
Elección de todos los concejales 
Algunos concejos que eligen a todos sus consejeros cada cuatro años lo harán en 2022. Gosport generalmente elige a sus consejeros por la mitad, pero todos los escaños estarán disponibles para elección debido a los nuevos límites electorales. St. Albans generalmente elige por tercios, pero todos los escaños están en nuevos límites. Harrogate debía elegir a todos sus concejales, pero la elección se canceló debido a la unitarización de North Yorkshire, y los mandatos de los concejales se extendieron hasta abril de 2023, después de lo cual los concejos de distrito de North Yorkshire dejarán de existir.

### Alcaldes
Habrá seis elecciones para alcaldes de autoridades locales y una elección para alcaldes metropolitanos.

### Resultados
| Partido             | Concejales | Concejales | Concejos | Concejos |
| Partido             | #          | Cambio     | #        | Cambio   |
| ------------------- | ---------- | ---------- | -------- | -------- |
| Partido Laborista   | 2,232      | 29         | 65       | 4        |
| Partido Conservador | 1,043      | 342        | 35       | 10       |
| Liberal Demócratas  | 711        | 191        | 16       | 3        |
| GPEW                | 114        | 61         | 0        | 0        |
| AN                  | 51         | 10         | 0        | 0        |
| Reform UK           | 2          | 2          | 0        | 0        |
| UKIP                | 0          | 0          | 0        | 0        |
| Independientes      | 169        | 51         | 1        | 1        |

## Irlanda del Norte
Las elecciones a la Asamblea de Irlanda del Norte, también se llevaron a cabo el 5 de mayo de 2022. Se eligió a 90 miembros para la Asamblea. Fue la séptima elección desde que se estableció la asamblea en 1998.
La elección se celebró tres meses después de que el Gobierno de Irlanda del Norte se derrumbara por la dimisión del Primer Ministro, Paul Givan (DUP), en protesta contra el Protocolo de Irlanda del Norte.

## Escocia

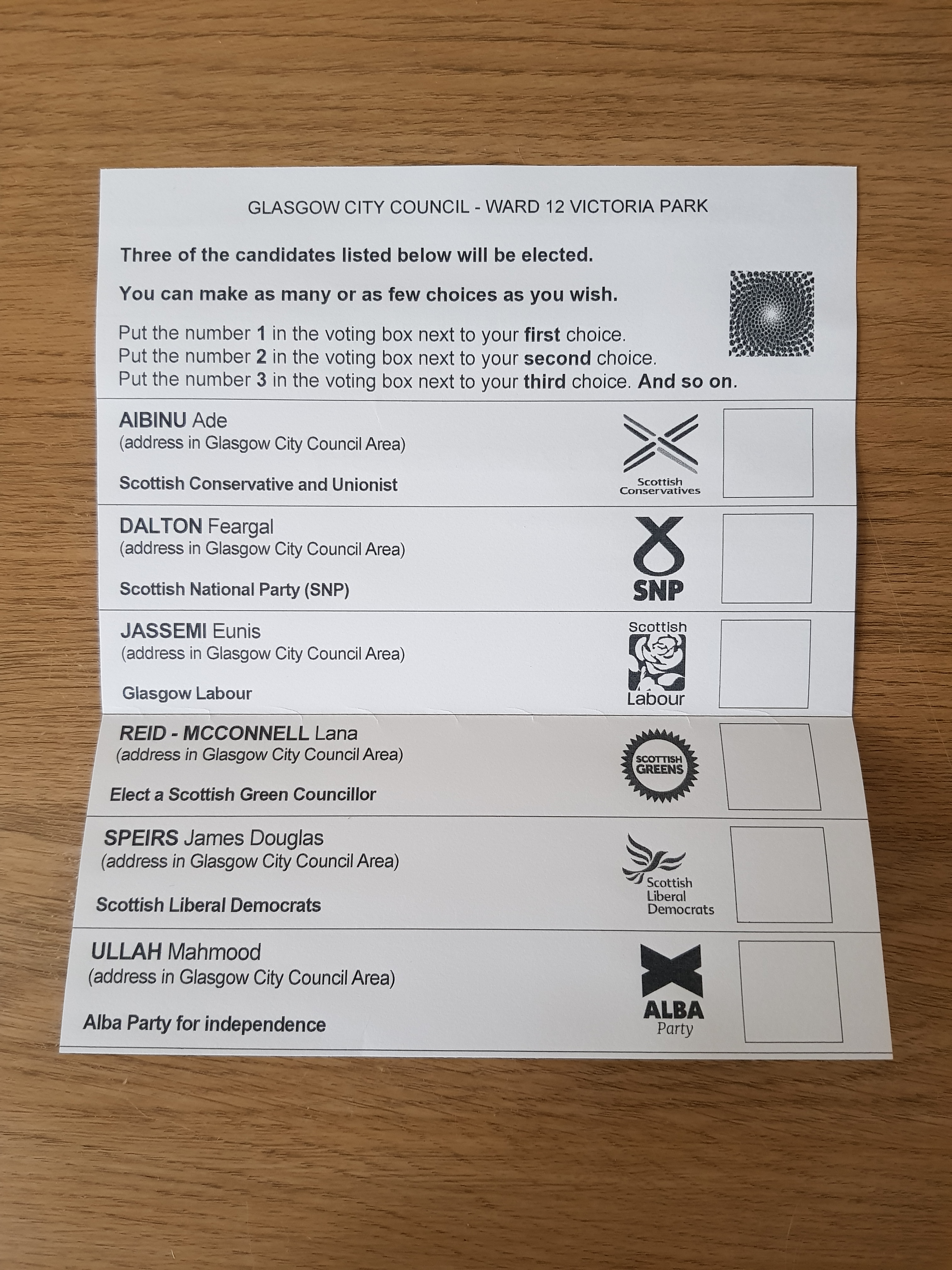
Papeleta utilizada para las elecciones en el barrio Victoria Park del Ayuntamiento de Glasgow.

### Concejos
Se llevaron a cabo elecciones para todos los concejales en las 32 autoridades locales de Escocia. Las elecciones municipales se llevaron a cabo mediante el voto único transferible (STV), lo que da como resultado que el número de escaños ganados por cada partido refleje más proporcionalmente su parte de los votos. Como consecuencia, las elecciones municipales en Escocia resultan más a menudo sin control general y las autoridades locales están gobernadas por administraciones minoritarias o de coalición.

### Resultados
| Partido             | Concejales | Concejales | Concejos | Concejos |
| Partido             | #          | Cambio     | #        | Cambio   |
| ------------------- | ---------- | ---------- | -------- | -------- |
| SNP                 | 453        | 22         | 1        | 1        |
| Partido Laborista   | 282        | 20         | 1        | 1        |
| Partido Conservador | 214        | 63         | 0        | 0        |
| Liberal Demócratas  | 87         | 20         | 0        | 0        |
| GPEW                | 35         | 16         | 0        | 0        |
| Independientes      | 152        | 15         | 3        | 0        |

## Gales
Se llevaron a cabo elecciones para todos los concejales de las 22 autoridades locales, así como para todos los escaños de los concejos comunitarios de Gales. En los veintidós concejos, las elecciones se disputarán bajo nuevos límites. Esta será la primera vez que los ayuntamientos galeses podrán elegir entre realizar la votación con el actual sistema first-past-the-post o el sistema de voto único transferible proporcional (STV), aunque prácticamente esto no entrará en vigor hasta al menos 2027, ya que los ayuntamientos deben avisar con antelación de dicho cambio.

### Resultados
| Partido             | Concejales | Concejales | Concejos | Concejos |
| Partido             | #          | Cambio     | #        | Cambio   |
| ------------------- | ---------- | ---------- | -------- | -------- |
| Partido Laborista   | 526        | 66         | 8        | 1        |
| Partido Conservador | 111        | 86         | 0        | 1        |
| Plaid Cymru         | 202        | 6          | 4        | 3        |
| Liberal Demócratas  | 69         | 10         | 0        | 0        |
| GPEW                | 8          | 8          | 0        | 0        |
| Independientes      | 316        | 8          | 0        | 2        |